# Philippe de Nanteuil
Philippe de Nanteuil (* im 12. oder 13. Jahrhundert; † um 1258) war ein französischer Ritter und Trouvère. Er beerbte seinen gleichnamigen Vater als Herr der Burgen von Nanteuil-le-Haudouin und Pomponne.

## Leben
Philippe entstammte der einflussreichen Familie Nanteil, so die zeitgenössische Schreibweise, lateinisch „Natolii“. Er war ein Freund des Grafen Theobald IV. von Champagne (König Theobald I. von Navarra), der ihm 1234 ein Lied widmete und mehrere Kanzonen an ihn richtete. Beide trugen ein Jeu parti untereinander aus. Philippe nahm 1239 am Kreuzzug der Barone teil, bei dem er nach der Niederlage in der Schlacht bei Gaza im November 1239 in die Gefangenschaft des Sultans von Ägypten geriet. In seinem Gefängnis in Kairo schrieb er mehrere Lieder zum Lob seiner französischen Heimat, aber auch über die Niederlage bei Gaza (En chantant veil mon duel faire), wofür er die kampfunwilligen Ritterorden verantwortlich machte. Im Herbst 1240 wurde er aus der Gefangenschaft ausgelöst.
Philippe gehörte später dem Hofstaat König Ludwigs IX. von Frankreich an. Der Chronist Jean de Joinville zählte ihn, neben Thibaud de Marly, Geoffroy de Sergines und Humbert de Beaujeu, zu den „chevaliers entour de roy“, dem engeren Kreis um den König, die als prudhommes chevaliers herausgehoben waren. Wie die genannten Ritter nahm er ebenfalls am Sechsten Kreuzzug nach Ägypten teil.

## Familie
Philippe de Nanteuil war verheiratet mit Isabeau de Nesle, mit der er vier Kinder hatte:
- Jean de Nanteuil († 1295), Bischof von Troyes
- Thibaud de Nanteuil, auch Thibaud de Bauvais oder Thibaud de Nesle genannt († 26. Dezember 1300), Herr von Nanteuil-Le-Haudouin, von 1283 bis zu seinem Tod Bischof von Beauvais und Pair von Frankreich
- Alix (Adelaide) de Nanteuil († 1303), Herrin von Nanteuil; ⚭ Pierre de Châtillon, Herr von Pacy-en-Valois
- Philippe III. de Nanteuil

Sein Bruder Renaud de Nanteuil († 27. September 1283) war von 1267 bis zu seinem Tod Bischof von Beauvais und Pair von Frankreich. Sein Neffe Thibaud wurde sein Nachfolger.

## Siegel
Überliefert ist ein Siegel aus dem Jahre 1224 mit der Umschrift „Phil ... Tolio ... Iuvenis“, zu interpolieren als „Philippus de Nantolio Iuvenis“ (lateinisch: „Philipp von Nanteuil der Jüngere“). Der französische Graveur Achille Collas beschrieb, wie sich Philippe de Nanteuil auf diesem Siegel darstellen ließ: „mit der vollen Rüstung angetan und mit einem flachen Helm, von einem Halsband gehalten ein Wappenschild, das die Spitzen von sechs goldenen Lilien zeigt, in der rechten Hand ein blankes Schwert erhoben und auf einem nach rechts galoppierenden Pferd reitend, dessen Schabracke mit seinem Wappen beschmückt ist“. Einer der Vorfahren der Familie Nanteuil war Graf Rudolf von Crépy und Valois, der zweite Ehemann von Anna von Kiew, der Witwe des französischen Königs Heinrich I. Deshalb zeigt das Familienwappen die königlichen Lilien.